# Luigi Di Maio
Luigi Di Maio (pronúncia italiana: [luˈiːdʒi di ˈmaːjo]; nascido em 6 de julho de 1986) é um político italiano que atuou como Vice-Primeiro-Ministro da Itália e como Ministro do Desenvolvimento Econômico, Trabalho e Políticas Sociais de 2018 até 2019. Já atuou como Vice-Presidente da Câmara dos Deputados no XVII Legislativo Italiano e é o atual líder do Movimento Cinco Estrelas (M5S), um partido antissistema fundado por Beppe Grillo. Em setembro de 2017, Luigi Di Maio foi selecionado como candidato a primeiro-ministro e "chefe político" do Movimento Cinco Estrelas, substituindo Beppe Grillo. Venceu com mais de 82% dos votos.
Atualmente serve como Ministro de Relações Exteriores no governo de Mario Draghi.

## Histórico eleitoral
| Eleições gerais em 2018 (C): Acerra | Eleições gerais em 2018 (C): Acerra | Eleições gerais em 2018 (C): Acerra | Eleições gerais em 2018 (C): Acerra | Eleições gerais em 2018 (C): Acerra |
| Candidato                           | Candidato                           | Partido                             | Votos                               | %                                   |
| ----------------------------------- | ----------------------------------- | ----------------------------------- | ----------------------------------- | ----------------------------------- |
|                                     | Luigi Di Maio                       | Movimento Cinco Estrelas            | 95,219                              | 63,4                                |
|                                     | Vittorio Sgarbi                     | Coalizão de centro-direita          | 30,596                              | 20,4                                |
|                                     | Antonio Falcone                     | Coalizão de centro-esquerda         | 18,018                              | 12,0                                |
|                                     | Outros                              | Outros                              | 6,315                               | 4,1                                 |
| Total                               | Total                               | Total                               | 150,148                             | 100,0                               |